# Charles Ribart

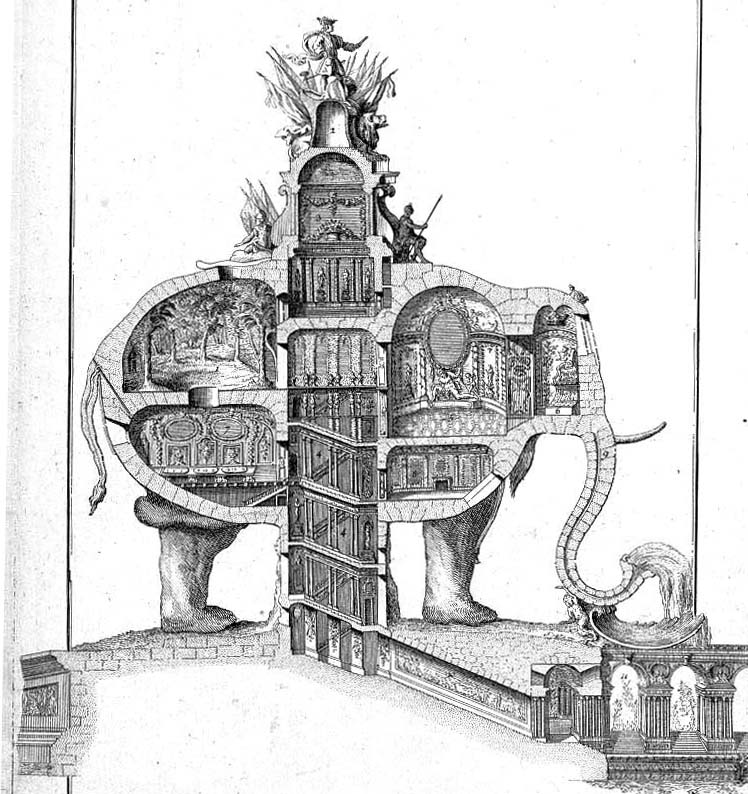
Proyecto de Charles Ribart del elefante triunfal (1758)

Charles-François Ribart fue un arquitecto francés del siglo XVIII.
Uno de los principales motivos por los que se le recuerda, fue el proyecto que ideó en 1758, como complemento a los Campos Elíseos de París, en la ubicación el actual Arco del Triunfo. Consistía en una construcción de tres niveles, con la forma de un elefante al que se accedía mediante una escalera de caracol. Contaba con una fuente en la trompa. Sin embargo, al gobierno francés no le gustó la idea, y fue rechazada.
Pocas obras de Charles Ribart se conservan hoy.